# Monte Nuovo
Monte Nuovo este o arie protejată (arie specială de conservare — SAC, sit de importanță comunitară — SCI) din Italia întinsă pe o suprafață de 30 ha, integral pe uscat.

## Localizare
Centrul sitului Monte Nuovo este situat la coordonatele 40°50′06″N 14°05′17″E / 40.835°N 14.088056°E.

## Înființare
Situl Monte Nuovo a fost declarat sit de importanță comunitară în mai 1995 pentru a proteja 11 specii de animale. Situl a fost protejat și ca arie specială de conservare în mai 2019.

## Biodiversitate
Situată în ecoregiunea mediteraneană, aria protejată conține 3 habitate naturale: Pseudostepă cu ierburi și specii anuale de Thero-Brachypodietea, Tufărișuri termo-mediteraneene și de pre-deșert, Păduri de pin mediteraneene cu pini mezogeni endemici.
La baza desemnării sitului se află mai multe specii protejate:
- păsări (6): ciocârlie-de-câmp (Alauda arvensis), prepeliță (Coturnix coturnix), sfrâncioc roșiatic (Lanius collurio), sitar de pădure (Scolopax rusticola), turturică (Streptopelia turtur), sturz-cântător (Turdus philomelos)
- mamifere (4): liliac cu aripi lungi (Miniopterus schreibersii), liliacul mediteranean cu potcoavă (Rhinolophus euryale), liliacul mare cu potcoavă (Rhinolophus ferrumequinum), liliacul mic cu potcoavă (Rhinolophus hipposideros)
- nevertebrate (1): croitorul mare al stejarului (Cerambyx cerdo)

Pe lângă speciile protejate, pe teritoriul sitului au mai fost identificate 1 specie de nevertebrate, 3 specii de reptile.